# Nemzeti Hadsereg

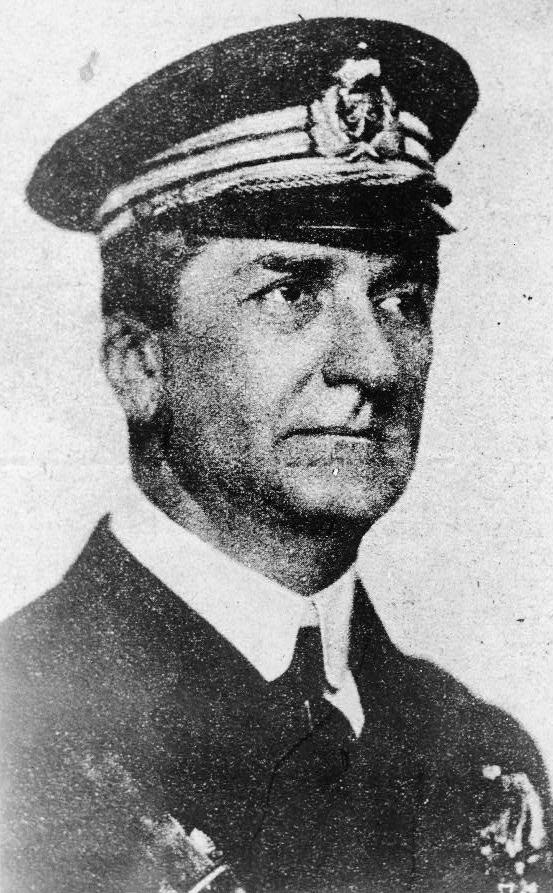
Horthy Miklós

Az ellenforradalminak deklarált Nemzeti Hadsereget   az első világháború utáni zavaros időszakban, a Tanácsköztársaság idején, a „vörösterror" leküzdésére hozta létre a tiszti csoport első főparancsnoka, Horthy Miklós, 1919. június 6-án Szegeden kihirdetett rendeletével. Mint a szegedi Károlyi-kormány hadügyminisztere, a fővezérség augusztus 9-i felállásával a főparancsnoki beosztást is betöltötte. A szervezet elnevezése 1922. január 4-én Magyar Királyi Honvédségre változott.

## Politikai helyzet
Az első világháborút követően a Magyarországon igen zavaros helyzet állt fent, rövid időn belül követték egymást a miniszterelnökök. A vezetésért három csoport küzdött, a demokráciát és tőkés fejlődést óhajtó polgári és szociáldemokraták, a kommunizmust, szovjet mintára megvalósítani akaró vörösök és a háború előtti állapotokat visszaállítani szándékozó fehérek. Döntő tényező volt az ország román megszállása.
A Tanácsköztársaság [1919.márc.21-1919.augusztus 1.] leverését követően a politikai cél a monarchiából kiszakadt Magyarország függetlenségének a kivívása, illetve a vesztes világháború veszteségmentes lezárása volt.

## Története
Az alakulatot még Gömbös Gyula honvédelmi államtitkár kommunistaellenes, illetve ellenforradalmi tiszti különítményekből szervezte meg.
Horthy, hogy elkerülje a románok általi esetleges lefegyverzést, a Nemzeti Hadsereget 1919. augusztus 9-én harc nélkül, Szegedről a Dunántúlra vezényelte. Ekkor 2 gyenge zászlóaljból, 1 huszárszázadból, 1 tüzérosztályból, 1 utászzászlóaljból és kb. 1 000 főt kitevő tiszti századokból állt, melyhez csatlakozott az Ausztria területéről visszatért, Lehár Antal ezredes vezette 5 zászlóaljból, 5 ütegből és 4 páncélvonatból álló alakulat.
A hadsereg főhadiszállását Siófokon rendezték be. A Fővezérség haladéktalanul hozzálátott a Nemzeti Hadsereg megszervezéséhez, megerősítéséhez. Az általa ellenőrzött területeken 1919. augusztus 19-étől a katonai körletparancsnokság vezetőit teljhatalommal ruházta fel. A kényszersorozások eredményeként szeptember végére 30 000 fő állt Horthy rendelkezésére.
A román csapatok kivonulását követően a katonai közigazgatást az ország egész megmaradt területére kiterjesztették és átszervezték. 1920. január 1-jével 7 újonnan szervezett katonai körlet lett a katonai közigazgatás alapja, ezek székhelye pedig Budapest, Székesfehérvár, Szombathely, Kaposvár (1921. szeptembertől Pécs), Szeged, Debrecen és Miskolc. A körletek parancsnokaihoz tartoztak a közigazgatási feladatokon túl a rendvédelmi alakulatok is.
A fővezérség feladatait a vezérkar vette át. A hadsereggel kapcsolatos egyéb ügyek ismét a Honvédelmi Minisztériumhoz kerültek. A körlet „mozgó alakulásainak” nevezett hadosztályokat, amelyek a katonai körlet nevét viselték, 3 gyalogezredből, 1 lovasosztályból, 1 tüzérosztályból és műszaki csapatokból kívánták felállítani. A tiszti különítményekből szervezetek vadászzászlóaljakat, illetve századokat. A 7 hadosztályon kívül további két lovasdandárt, valamint 1, budapesti székhelyű hadosztályt kívántak létrehozni rendfenntartási célokra. A Nemzeti Hadsereg alakulatait állomáshelyük alapján nevezték el (pl. soproni gyalogezred, székesfehérvári huszárezred, szombathelyi vadászzászlóalj).
1920 őszére a hadsereg létszáma meghaladta a 100 ezer főt (7541 hivatásos tiszt, 4702 nem hivatásos tiszt, 6811 altiszt és 96 393 katona, összesen 115 447 fő). A trianoni békeszerződést követően ez a létszám nem volt tartható, így ismételt átszervezéseket kellett végrehajtani.
Ennek keretében 1922. január 1-jén a hadsereg elnevezése megváltozott Magyar Királyi Honvédségre (m. kir. Honvédség).

### Főparancsnokok
- 1919–20: Horthy Miklós mint fővezér
- 1919–20: Soós Károly vezérkari főnök
- 1920–22: Berzeviczy Béla

## Működése

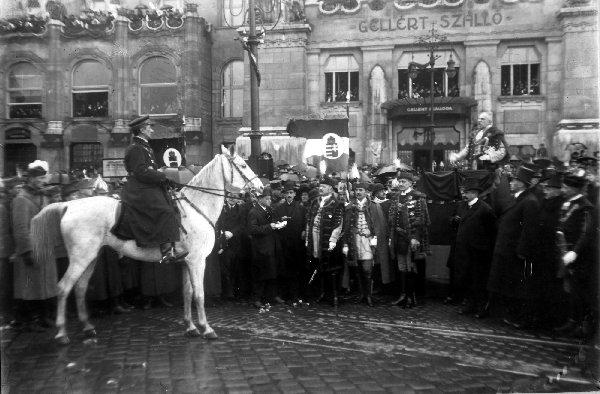
Horthyt köszöntik Budapest vezetői a Nemzeti Hadsereg 1919. november 16-i bevonulása után a Gellért Szálló előtt

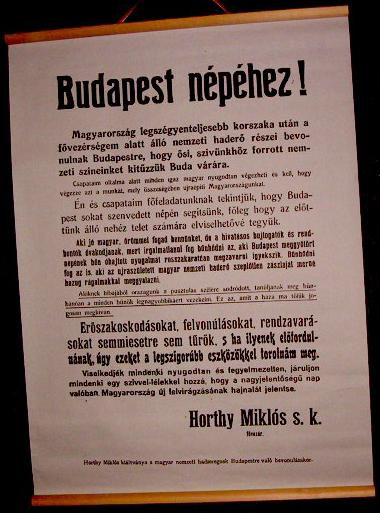
Horthy üzenete Budapest lakosságának

A győztes Antant hadműveletek hatására megbukott Tanácsköztársaság utáni időszakban a Nemzeti Hadsereget a fehérterror jellemezte. Ezt az időszakot többek között Prónay Pál, Ostenburg-Moravek Gyula és Héjjas Iván neve fémjelezte. A fehérterror tombolását az antant képviselői is szóvá tették. A szintén a Nemzeti Hadsereghez kötődő Rongyos Gárda akcióinak is köszönhető, hogy Sopronban és környékén népszavazást lehetett tartani, ezzel a város és a környékén fekvő 8 település Magyarországon maradhatott.
George Russell Clerk brit diplomata megállapodott Horthyval arról, hogy a román csapatok kivonulása után a Nemzeti Hadsereg vegye át az ellenőrzést Budapesten. A katonai diktatúra felállításának tilalmát Horthyval elfogadtató Clerk-misszió eredményeként 1919. november 16-án, miután a román hadsereg gondos ellenőrzés mellett távozott Budapestről, Horthy a viseletéről „darutollasoknak” nevezett csapat élén bevonult a fővárosba. Főhadiszállását ideiglenesen a Gellért Szállóban rendezte be, a különítményesek pedig több saját központot alakítottak ki.

## Megítélése
A Nemzeti Hadsereget több kritika is érte amiatt, hogy alakulatai részt vettek a fehérterrorban . A Nemzeti Hadsereg alapvetően nemzeti köntösben tetszelgő levitézlett dzsentri rétegből toborzódott ellenforradalmi gárda volt. Azonban utólagos vélekedések szerint a helyzet akkoriban nagyon képlékeny volt, hozzájárulhatott a szervezetlenség is. Bár tudvalevő, hogy Horthy nem akadályozta meg tevőlegesen a kilengéseket, később, az általa kinevezett Teleki Pál, majd Bethlen István hatalomra kerülése után a különítményeket a kormányzat felszámolta.